# 訪問着
訪問着（ほうもんぎ）は、日本の女性用着物（和服）の種類の一つ。

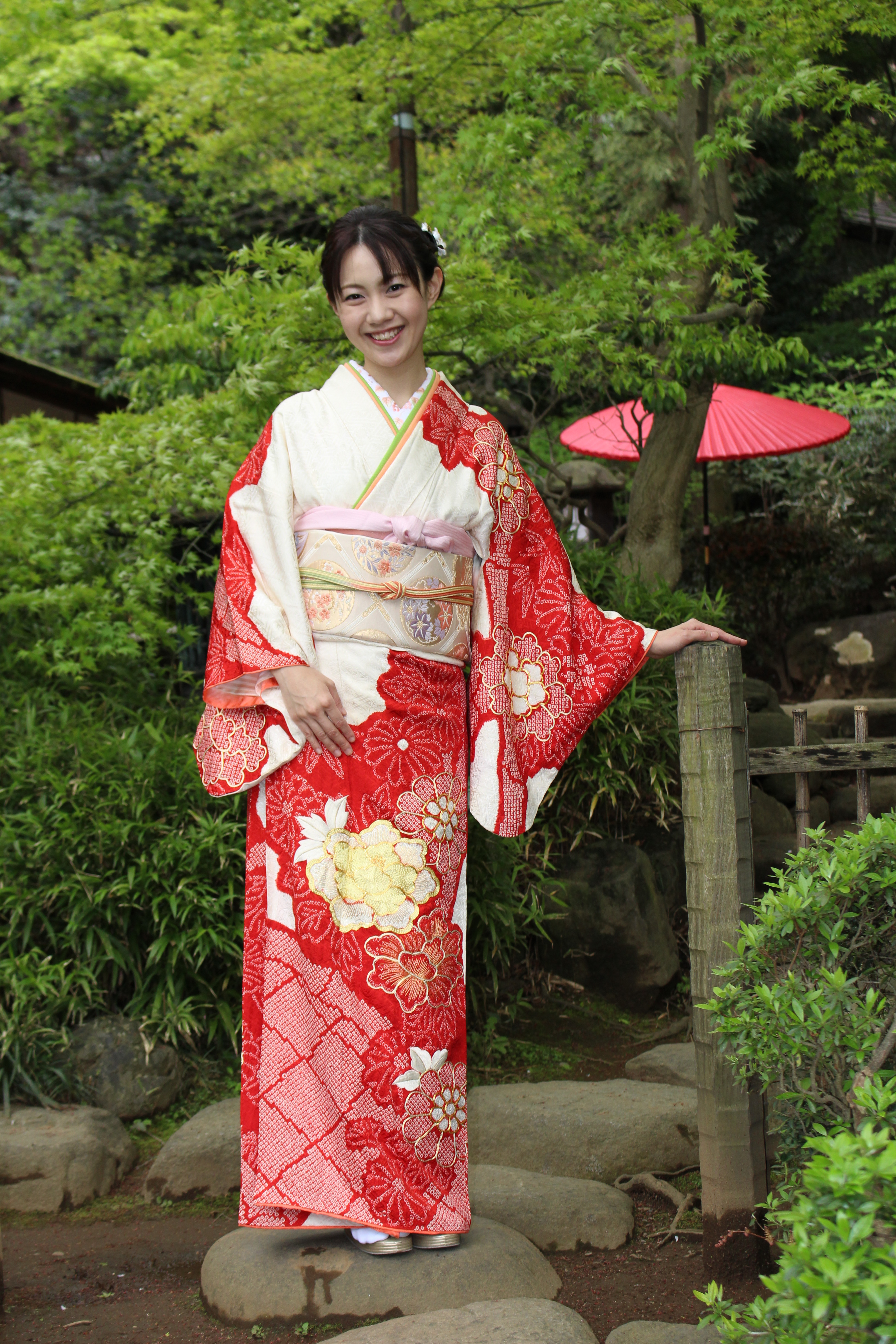
訪問着を着た日本人女性

## 概要
和服の正装の一つであり、黒留袖、色留袖に次ぐ格とされる。
当初は背中・両袖の3か所に家紋を入れる慣例であったが、次第に廃れて今では紋を入れないことも多い。
特徴として「絵羽」と言われる模様づけがある。これは最初に生地を採寸通りに裁断して仮縫いし、着物として仕立てた時点でおかしくならないよう絵を描いた後、再びほどいて染色作業をするもので、柄づけは、帯の上にも下にも柄があり、そのすべてが縫い目をまたいでつながるのが特徴、これが付け下げとの最大の違いである（付け下げは、柄がつながらない）。
用途として結婚式への出席（親族以外の場合）、茶事、パーティーなど、華やかな行事には大概、対応できる。
また、既婚者・独身者どちらでも着用してかまわない。

## 紬訪問着
紬訪問着は、戦後になってから着物の販売振興のために新しく考え出されたもので、通常の訪問着とは生地が異なる。
紬自体は元々普段着であり、どれほど高価な紬訪問着でも、結婚式など公式の祝い事では着用できないとされる。

## 歴史
明治時代に洋服の「ビジティング・ドレス」に当たる着物として考え出された。
大正初期に三越呉服店（現・三越）が命名して売り出した。当初は、絵羽模様のものだけではなく、よそのお宅に訪問するに足る格の着物という意味合いで、小紋やお召し、大島紬などにも用いられた。